# Rollin White

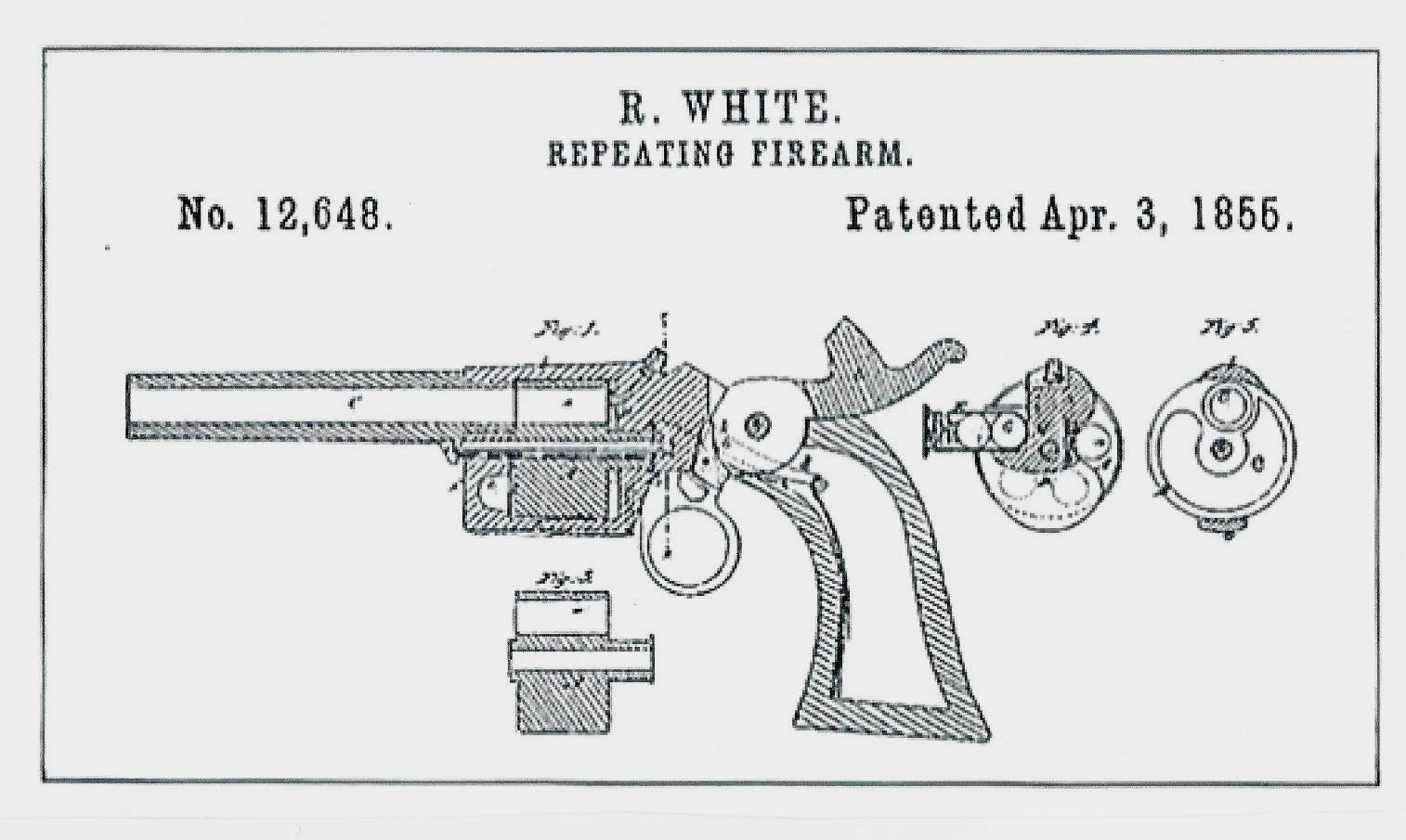
Diagrama de la patente de Rollin White, 3 de abril de 1855.

Rollin White (6 de junio de 1817-22 de marzo de 1892) fue un armero estadounidense que inventó un tambor de revólver con recámaras perforadas "de extremo a extremo" que permitían cargar cartuchos de papel desde la parte posterior del tambor del revólver. Como las recámaras abiertas no estaban protegidas, todos los cartuchos de papel podían detonar en un disparo en cadena. Solamente se construyó un revólver según las especificaciones de White, que demostró ser defectuoso durante sus pruebas. Este revólver no podía disparar cartuchos con casquillo metálico. 

## Primeros años
White nació en Williamstown, Vermont, en 1818. Aprendió el oficio de armero de su hermano mayor, J. D. White en 1837 y más tarde afirmó que la idea de un revólver pimentero "de retrocarga" se le ocurrió mientras trabajaba en el taller de su hermano en 1839. En 1849 fue a trabajar para sus hermanos, que tenían un contrato con la Colt's Patent Firearms Manufacturing Company para tornear y pavonar tambores de revólver. Durante este tiempo obtuvo dos tambores de revólver defectuosos de Colt y los colocó en su torno de cañones, cortando la parte delantera de uno y la posterior del otro. Montó estas piezas en un único tambor perforado de un extremo al otro que se adaptaba a un revólver de Colt.

## Patente de Rollin White

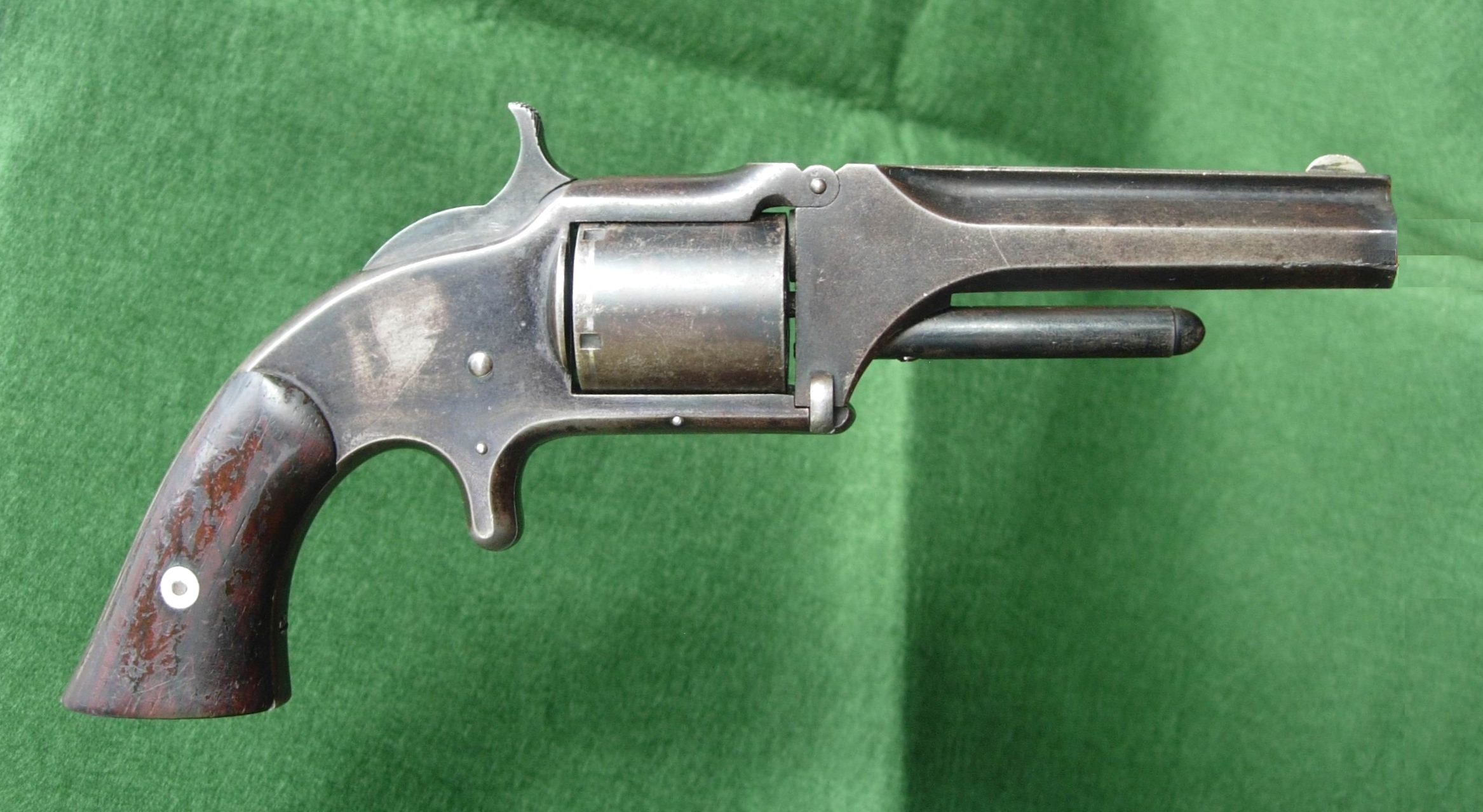
Un Smith & Wesson Modelo 1½' en .32 Rimfire, revólver de bolsillo fabricado entre 1865 y 1868 bajo la patente de Rollin White.

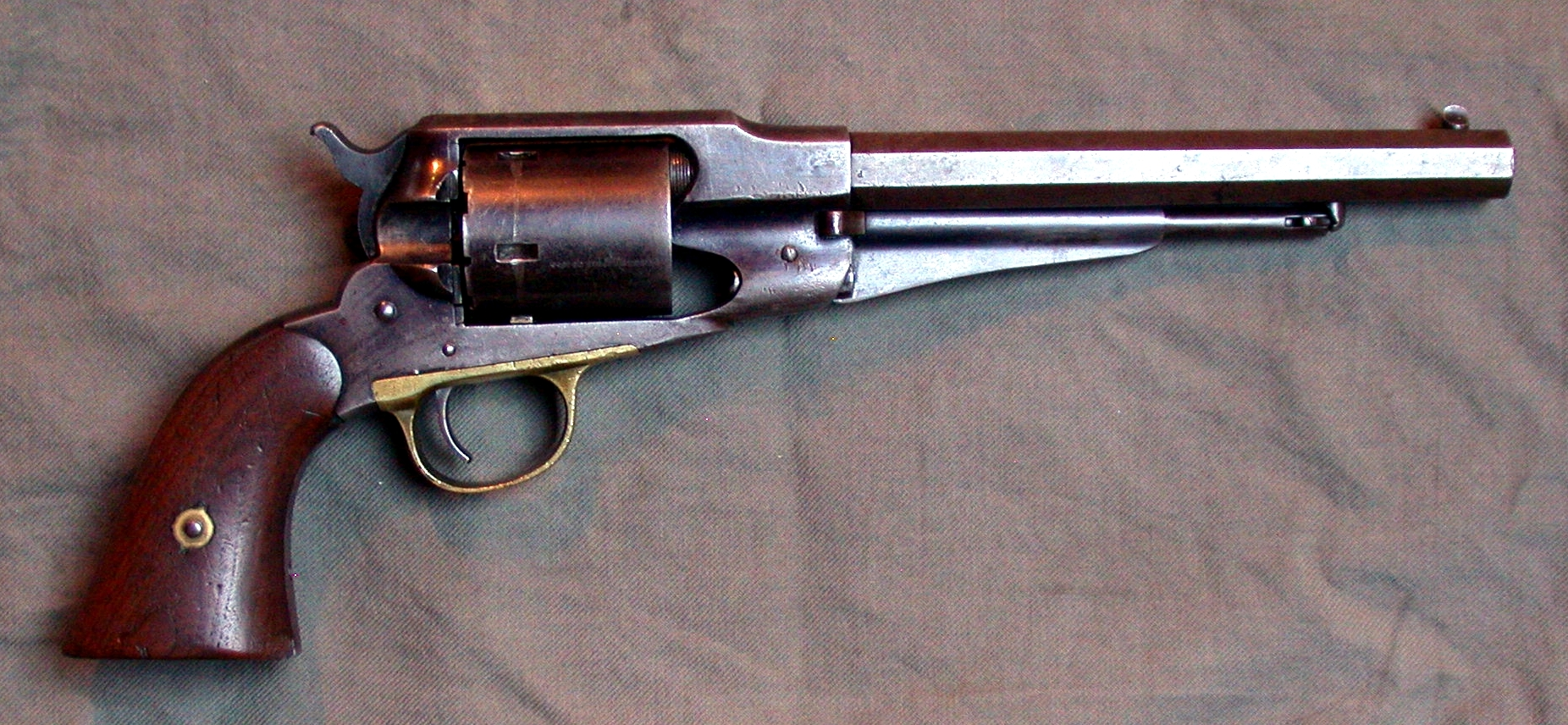
Un Remington Modelo 1858, con tambor para cartuchos metálicos

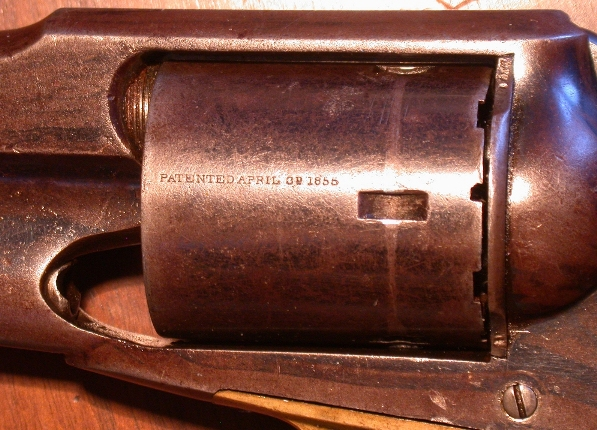
Marcaje Rollin White Patent Abril 3. 1855 estampado sobre el tambor.

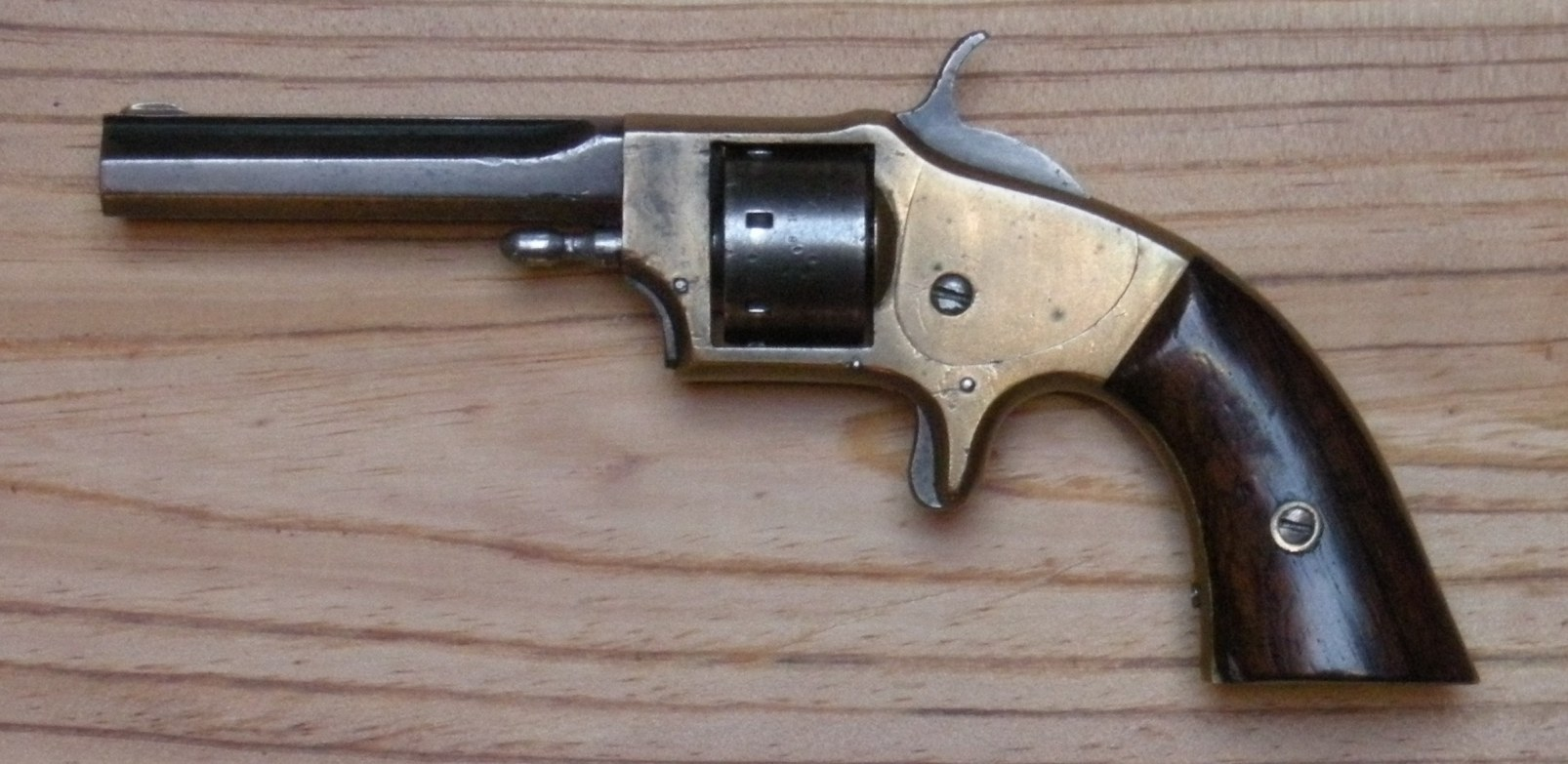
Revólver Rollin White.

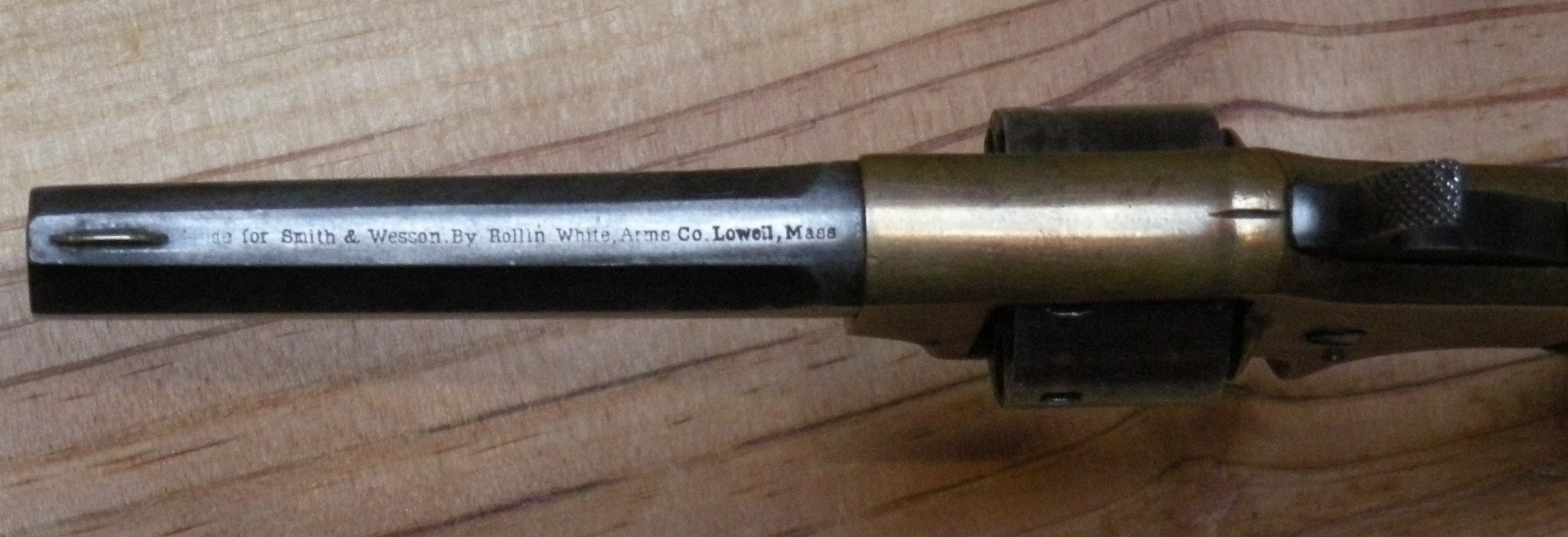
Acercamiento del cañón del revólver Rollin White, con el marcaje Lowell Arms Co." estampado.

En aquel entonces, los revólveres eran armas de percusión cargadas con pólvora negra. El tirador tenía que llenar de pólvora cada una de las recámaras del tambor, introducir una bala sobre la pólvora, empujarla con la palanca-baqueta situada debajo del cañón y poner una cápsula fulminante en la chimenea de cada recámara, haciendo que el proceso de recarga fuera complicado.
Mientras el revólver de cartucho era conocido en Europa, la famosa patente de Rollin White combinaba un tambor y un cargador. Era un diseño completamente impráctico que nunca entró en producción (solo se produjo un ejemplar que falló de manera espectacular), pero fue la primera patente estadounidense que incluía un tambor totalmente perforado de forma que podía ser cargado desde atrás. La solución original de White para los fallos que plagaban a los primeros revólveres fue obturar la parte posterior de las recámaras con trozos de cuero, pero eran perforados al disparar, inutilizándolos. Los dibujos de las patentes implican que se tenía que instalar una cápsula fulminante en la chimenea cada vez que se disparaba, lo cual habría sido mucho más lento de recargar que los revólveres de percusión de la época.
Durante los tres años siguientes, White desarrolló su idea mientras trabajaba con la Colt's Patent Firearms Manufacturing Company. Durante estos, la empresa armera le concedió a White un contrato para fabricar piezas internas de revólveres. White renunció a la Colt's Patent Firearms Manufacturing Company en diciembre de 1854. Tres meses después había obtenido cinco patentes, entre ella la Patente 12648 "Improvement in Repeating Fire-arms". Al año siguiente, White firmó un acuerdo que concedía a la Smith & Wesson el uso exclusivo de su patente para perforar completamente los tambores de revólver, más no el resto de la patente. White obtuvo una regalía de 25 centavos de dólar por cada revólver.
Con la patente para perforar tambores de revólver, la Smith & Wesson monopolizó el mercado del revólver de retrocarga. Después de que el revólver Smith & Wesson Modelo 1 saliese al mercado, White empezó a producir por su cuenta un revólver en 1861 en una fábrica de Lowell, Massachusetts, llamada "Rollin White Arms Company". Aproximadamente 4.300 revólveres fueron producidos por la Rollin White Arms, la mayoría de los cuales se vendieron a la Smith & Wesson para mantenerse al día con la demanda. White liquidó la empresa en 1864 y sus activos fueron comprados por la Lowell Arms Company, que empezó a fabricar revólveres que infringían directamente la patente de White. White los demandó, pero no hasta después de que hubieran fabricado 7.500 revólveres.
White y la Smith & Wesson presentaron querellas por infracción de patente contra Manhattan Firearms Company, Allen & Wheelock, Merwin & Bray, National Arms Company y otras. Los tribunales mayormente apoyaron a White, pero permitieron que estos fabricantes continuaran su producción, pagando una regalía a White. En algunos casos, la Smith & Wesson llegó a comprar armas para marcarlas de nuevo y volverlas a vender; a estas armas se les estampó "APRIL 3 1855", la fecha de la patente. Finalmente, la cuestión fue litigada como 'White, et. al. v. Allen en el Tribunal de Circuito de los EE. UU. para el Distrito de Massachusetts; Allen reconoció que su arma infringía la patente, pero desafió la propia patente. La corte se puso del lado de White, pero no sin controversia. Mientras que el revólver diseñado por White no era funcional, ya existían revólveres con tambores perforados antes de su patente. Casimir Lefaucheux y su hijo Eugène habían inventado un tambor de revólver perforado para cartuchos de espiga y lo patentaron el 15 de abril de 1854 (casi un año antes de serle otorgada su patente a White), lo cual habría invalidado la aplicabilidad de la patente de White al concepto de un tambor perforado de un extremo a otro. La votación en la Corte Suprema para validar la patente de White fue un empate: cuatro votos a favor y cuatro votos en contra.
En 1863, White logro que otra patente suya, la 12649, que era para un revólver de avancarga, fuese actualizada para un revólver de retrocarga. Esto le otorgó a White dos patentes del mismo invento en la misma fecha. White le hizo la vida imposible a la Smith & Wesson, amenazando constantemente con querellas, porque ahora cada revólver hecho bajo la patente 12648, infringía la patente 12649. En 1867, la Smith & Wesson ofeció vender la patente a la Colt's Patent Firearms Manufacturing Company por 1.000.000 $ (24.100.000 $ en 2023). La Colt, ansiosa por empezar la producción de revólveres de retrocarga, se ocupó por un tiempo de White. Pero dejó de hacerlo al enterarse de la segunda patente, por lo que la transacción no prosperó. Los derechos exclusivos de producir tambores de revólver perforados en Estados Unidos de la Smith & Wesson cesaron cuando la patente de White caducó el 11 de diciembre de 1869.       

### Rollin White Relief Act
Después de serle negada una extensión de patente, White presionó al Congreso pidiendo socorro en 1870, instándolo a considerar que no había sido justamente compensado por su invención; él cobró solo 71.000 $ (1.700.000 en 2023), mientras que la Smith & Wesson obtuvo más de 1.000.000 $ por su idea. Aparte de esto, White señaló que la mayor parte de sus ingresos se gastaron en litigios, mientras que otros infringían su idea. Esto no era cierto, porque White evadía su obligación de pagar costos legales al asignar la regalía a su esposa. Él pagó 17.000 $ (410.000 $ en 2023) en costos legales, pero después de esto, la Smith & Wesson no recibió más dinero de White.
El Congreso aprobó una ley que concedía a White una nueva audiencia. La ley se tituló: An act for the relief of Rollin White (S.273) y pasó por las dos salas del congreso sin debate, pero fue vetada por el presidente Ulysses S. Grant, citando objeciones del Jefe de Armamentos Alexander Brydie Dyer. Dyer afirmó que el litigio de patente de White durante la Guerra de Secesión sirvió como "inconveniente y vergüenza" a las fuerzas de la Unión por la "incapacidad de los fabricantes para utilizar esta patente". Dyer escribió que "la prórroga de extensión perjudicaría a sus intereses obligando a pagar a las partes que ya habían pagado una gran regalía para alterar sus revólveres a fin de poder utilizar cartuchos metálicos". No se celebró ninguna otra votación y la ley se abrogó. Rollin White continuó sus esfuerzos con el Congreso, y hacia 1877 finalmente renunció a cualquier posibilidad de extensión.

## Otros trabajos
White inventó el cierre de cuchilla y el dispositivo de amartillado automático para el cerrojo levadizo del fusil Sharps Modelo 1851. Estos fusiles fueron construidos por White, Christian Sharps, y Richard Lawrence en Robbins & Laurence de Windsor, Vermont. White más tarde diseñó un mecanismo de amartillado automático para el Sharps Modelo 1855 y construyó 50 de estos fusiles para un posible contrato con la Armada de los Estados Unidos, pero la Armada solo compró 12.
Rollin White murió en Lowell, Massachusetts, el 22 de marzo de 1892